# Horodyśka

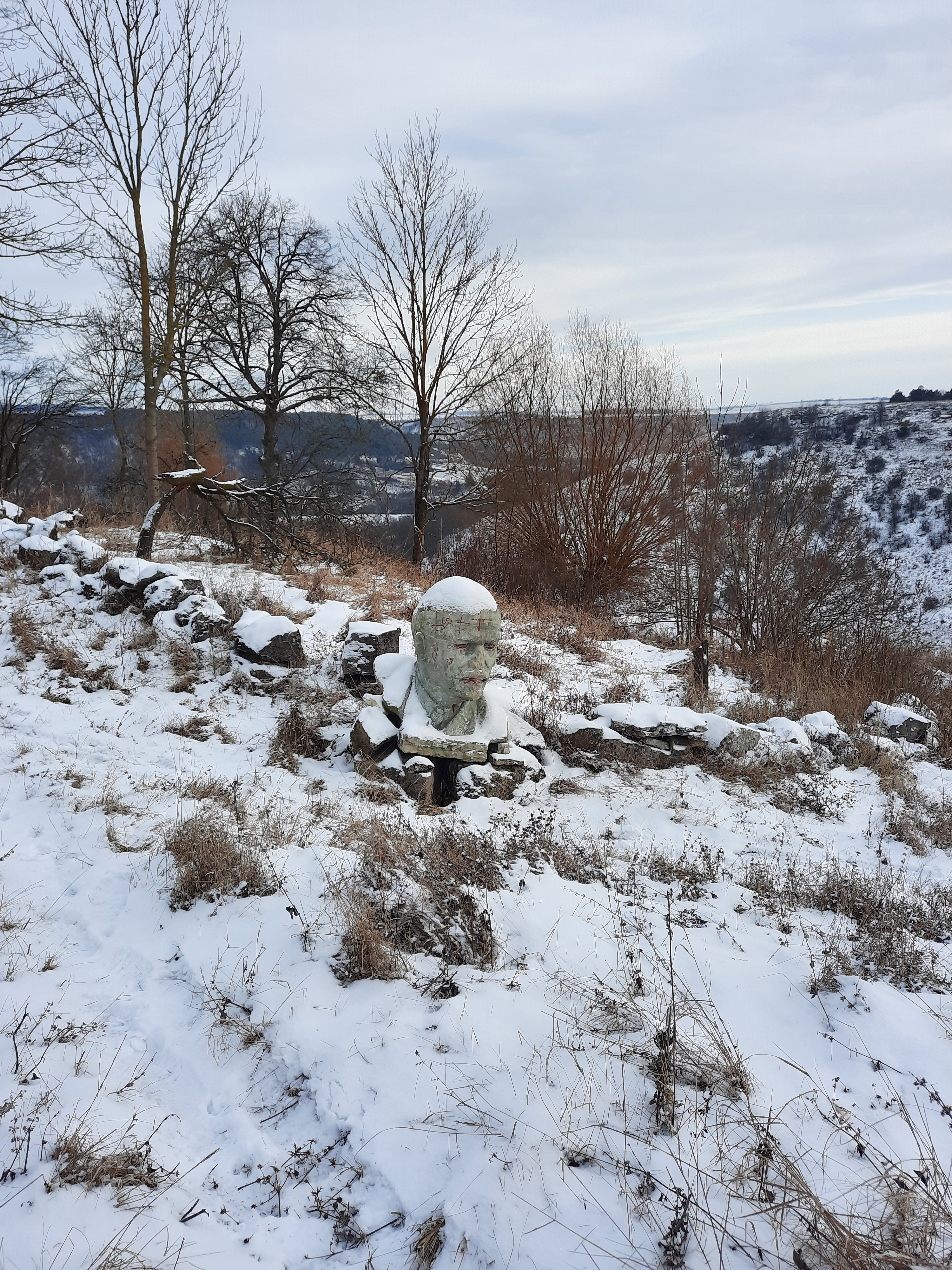
Horodyśka

Horodyśka (ukr. Городиська) – wieś na Ukrainie, w obwodzie chmielnickim, w rejonie kamienieckim, w hromadzie Dunajowce. W 2001 roku liczyła 186 mieszkańców.